# Gura Ialomiței
Gura Ialomiței è un comune della Romania di 2 875 abitanti, ubicato nel distretto di Ialomița, nella regione storica della Muntenia.
Il comune è formato dall'unione di 2 villaggi: Gura Ialomiței e Luciu.
Gura Ialomiței, già amministrativamente parte del comune di Mihail Kogălniceanu, è divenuto comune autonomo nel 2005.